# (7175) 1988 TN2
(7175) 1988 TN2 (1988 TN2, 1992 SM) — астероїд головного поясу.
Тіссеранів параметр щодо Юпітера — 3,370.